# Бриње (Дол при Љубљани)
Бриње (словен. Brinje) је насељено место у општини Дол при Љубљани, Средњесловенска регија, Словенија.

## Историја
До територијалне реорганизације у Словенији било је у саставу града Љубљане, односно старе општине Бежиград.

## Становништво
У попису становништва из 2011. године, Бриње је имало 156 становника.
| Број становника према пописима | Број становника према пописима | Број становника према пописима |
| ------------------------------ | ------------------------------ | ------------------------------ |
| 1991                           | 2002                           | 2011                           |
| 162                            | 168                            | 156                            |